# Stade 26 mars
Stade 26 mars – wybudowany w 2001 na potrzeby Pucharu Narodów Afryki stadion w Bamako, stolicy Mali. Pojemność 50 tys. widzów. Obecnie stadion zespołu Stade Malien.